# Neuvy-Bouin
Neuvy-Bouin è un comune francese di 491 abitanti situato nel dipartimento delle Deux-Sèvres nella regione della Nuova Aquitania.
Nel suo territorio nasce la Sèvre Nantaise, affluente della Loira.

## Società

### Evoluzione demografica
Abitanti censiti